# Poggio-di-Venaco
Poggio-di-Venaco (en cors U Poghju di Venacu) és un municipi francès, situat a la regió de Còrsega, al departament d'Alta Còrsega. L'any 1999 tenia 136 habitants.

## Demografia
| 1962 | 1968 | 1975 | 1982 | 1990 | 1999 |
| ---- | ---- | ---- | ---- | ---- | ---- |
| 144  | 176  | 167  | 132  | 95   | 136  |

## Administració
| Període | Identitat              | Partit | Qualitat |  |
| ------- | ---------------------- | ------ | -------- |  |
| 2001-   | Jean Baptiste Casanova |        |          |  |